# Suzanne Lloyd
Suzanne Lloyd (11 de noviembre de 1934; Toronto, Ontario, Canadá) es una actriz de cine y televisión canadiense. Ha aparecido en varias series de televisión tanto británicas como estadounidenses; entre ellas, Los vengadores, Laramie, Thriller, The Twilight Zone, Perry Mason, Tales of Wells Fargo, Gunsmoke, Walt Disney's Wonderful World of Color y en las seis temporadas de The Saint. Lloyd interpretó a Raquel Toledano en la famosa serie El Zorro (1957-1959) y a Isabella en el capítulo 82, el último, que no formó parte de la serie. En 1953, se casó con Allan A. Buckhantz, productor y director de televisión. Después de su divorcio, se casó en 1961 con Buddy Bregman, productor discográfico y compositor, relación que duró hasta 1988, cuando se divorciaron. La hija de este matrimonio, Tracy E. Bregman, es actriz y se hizo acreedora de un Premio Emmy. Estudió en el Pasadena Junior College.

## Filmografía
- Seven Ways from Sundown (1960)
- Pepe (1960)
- The Return of Mr. Moto (1965)
- That Riviera Touch (1966)
- The Champagne Murders (1967)